# Animals Asia Foundation
Die Animals Asia Foundation (AAF) ist eine in Hongkong ansässige Tierschutzorganisation, die Tierschutz in Asien betreibt. Sie wurde 1998 von der Engländerin Jill Robinson gegründet. Sie hat nach eigenen Angaben das Ziel, „das Leben aller Tiere in Asien zu verbessern, die Grausamkeit zu beenden und den Respekt für Tiere in Asien wiederherzustellen“.

## Geschichte
Jill Robinson arbeitete von 1987 bis 1998 für die Tierschutzorganisation International Fund for Animal Welfare in Hongkong. Im Rahmen dessen besuchte sie 1993 eine Bärenfarm im Süden Chinas. Die Bedingungen, die sie dort vorfand, schockierten sie nach eigenen Angaben so, dass sie den Entschluss gefasst habe, sich für ein Ende der Bärenfarmen einzusetzen. Im August 1998 gründete Jill Robinson, welche bis heute (Stand Februar 2022) die Geschäftsführerin ist, zu diesem Zweck die Animals Asia Foundation.
Die Stiftung unterhält Büros in der Volksrepublik China, Deutschland, Neuseeland, Australien, Italien, den USA und Großbritannien.
2008 beschäftigte die Organisation 24 Mitarbeiter in ihrem Büro in Hongkong, 150 auf der Bärenrettungsstation in China, 27 in Vietnam und 20 in den sonstigen Büros.
Die Stiftung ist ausschließlich in Asien aktiv.

## Projekte

### Bären
Der Schwerpunkt der Arbeit ist das Projekt Moon Bear Rescue (dt. Mondbärenrettung) in China und Vietnam. Es handelt sich dabei um Bären, zum überwiegenden Teil Kragenbären, die auf Farmen gehalten werden, da ihre Galle in der traditionellen chinesischen Medizin genutzt wird. Über Katheter oder ein Loch im Bauch wird ihnen regelmäßig Gallenflüssigkeit entnommen. AAF setzt sich dafür ein, dass alle Bärenfarmen in Asien geschlossen werden. Sie wirbt daher verstärkt für pflanzliche und synthetische Alternativen zur Bärengalle in der traditionellen chinesischen Medizin.
Im Juli 2000 unterzeichnete die Stiftung ein Kooperationsabkommen mit der chinesischen Regierung in Peking, Sichuan und Hongkong. Es sieht zunächst die Befreiung von 500 Farmbären vor. Schließt ein Bärenfarmer seine Farm, übernimmt Animals Asia alle Farmbären und findet den Farmer finanziell ab, so dass sie sich dieser eine neue Existenz aufbauen kann. Im Gegenzug gibt der Farmer seine Bärenfarmlizenz ab. Die erworbenen Tiere werden in ein Mondbärenrettungszentrum in Longqiao Town, ca. 30 km nördlich der Stadt Chengdu (Sichuan), gebracht und veterinärmedizinisch versorgt. Sind die Bären wieder gesund, werden sie für den Rest ihres Lebens in einem Freigehege auf der Rettungsstation untergebracht. Das Gelände war im Sommer 2014 ca. 14 Hektar groß. Bis 2022 wurde es erweitert, um Platz für bis zu 250 Bären in Häusern und naturnahen Gehegen zu ermöglichen. Es wurde ein Quarantänebereich für neu angekommene Tiere eingerichtet, sowie ein Tierkrankenhaus. 
Im Januar 2005 bekam die Stiftung Unterstützung von der EU: In einer schriftlichen überparteilichen Erklärung forderte das Europaparlament die chinesische Regierung auf, die Praxis der Bärenfarmen zu beenden.
Am 16. November 2005 unterzeichnete die Stiftung ein Abkommen mit der Regierung von Vietnam, das der Tierschutzorganisation zusprach, 200 Bären aus den Farmen von Hanoi zu befreien. Die vietnamesische Regierung legte sich in dem Abkommen fest, langfristig alle Bärenfarmen schließen zu wollen, und bis 2022 alle verbleibenden Tiere in Rettungsstationen unterzubringen. Im Jahr 2007 eröffnete Animals Asia ein vietnamesisches Mondbären-Rettungszentrum nahe Hanoi.

### Hunde und Katzen
Die Stiftung stellt rund 100 Tierschutzgruppen in China, die sich der Rettung von Hunden und Katzen sowie anderen Schutzinitiativen im direkten Dienst von Begleittieren widmen, Finanzmittel und Schulungen zur Verfügung. Animals Asia hält Konferenzen für die Führungskräfte dieser Gruppen, um ihnen eine Plattform zum Austausch von Erfahrungen, Problemen und Lösungen zu bieten.
Die Unterstützung versetzt die Gruppen in die Lage, TNR-Programme (fangen, kastrieren, wieder freilassen) für Straßenkatzen in ihren Gemeinden einzuführen und Werbe- und Informationsmaterial für Förderveranstaltungen herzustellen. Außerdem bietet Animals Asia Gruppen bei Bedarf Workshops und tierärztliche Schulungen an.

### Weitere Projekte
Die weiteren Projekte der Organisation werden neben eigenen kleineren Projekten unter der Bezeichnung Project Asia (dt. Projekt Asien) geführt. So propagiert AA den Ersatz weiterer tierischer Heilmittel in der traditionellen chinesischen Medizin durch alternative, meist pflanzliche Rezepturen. Animals Asia strebt die enge Zusammenarbeit mit praktizierenden Ärzten der traditionellen chinesischen Medizin an. Das Bärenrettungszentrum in China betreibt hierzu einen medizinischen Kräutergarten, um Alternativen zur Bärengalle aufzuzeigen. 
Weiterhin lehnt die Organisation folgende Praktiken strikt ab:
- Massentötungen von streunenden Hunden und Katzen als Anti-Tollwutmaßnahme
- das Töten von Tieren zum Zwecke der Fellgewinnung
- der Verkauf lebender Schildkröten auf chinesischen Märkten zum Zwecke des Verzehrs
- Lebendfütterungen in chinesischen Zoos und Tierparks zu Unterhaltungszwecken
- Pferdekämpfe und Zirkusveranstaltungen mit Wildtieren zu Unterhaltungszwecken

#### Erdbebenhilfe
Nach dem Erdbeben in der chinesischen Provinz Sichuan am 12. Mai 2008 half Animals Asia bei der Suche, Bergung und Versorgung von menschlichen und tierischen Opfern. Herrenlos gewordene Hunde und Katzen nahm die Organisation zu einem großen Teil in ihrem Mondbärenrettungszentrum auf. Sie beherbergte auch Haustiere, deren Besitzer sich nach dem Erdbeben vorübergehend nicht um ihre Haustiere kümmern konnten.

## Finanzen
Laut Geschäftsbericht erzielte die Stiftung im Geschäftsjahr 2007/2008 (1. April 2007 – 31. März 2008) Einnahmen in Höhe von 8.201.920 US$. Die Ausgaben lagen bei 7.399.071 US$.
Der größte Teil der Einnahmen 2007/2008 stammte von AAF Australien & Neuseeland (2.109.389 US$), dicht gefolgt von Spenden und dem Werbeartikelverkauf in Hongkong (1.963.733 US$) und den Einnahmen von AAF UK (1.937.222 US$). AAF Deutschland erzielte gemeinsam mit AAF Österreich, AAF Schweiz und AAF Luxemburg 1.751.590 US$.
83,7 % aller Ausgaben gingen in die Hilfsprogramme, 10,1 % in die Verwaltung, 6,2 % in die Beschaffung neuer Finanzmittel. Der weitaus größte Teil der Ausgaben von Animals Asia floss in das Mondbärenrettungsprogramm (86,2 %).

## Auszeichnungen
- Jill Robinson wurde im Juni 1998 als Member of the British Empire (MBE) ausgezeichnet, verliehen von Königin Elisabeth II. Sie erhielt die Auszeichnung für ihr Bemühen um den Tierschutz in Asien.
- Im März 2002 erhielt sie den Genesis Award des Ark Trust (seit August 2002 Humane Society of the United States HSUS)[10]
- Jill Robinson erhielt 2003 den Preis der deutschen Hans-Rönn-Stiftung für verdiente Tierschützer.[11]
- Im Jahre 2004 wurde Animals Asia mit dem Jeanne Marchig Animals Welfare Award des britischen Jeanne Marchig Animals Welfare Trust ausgezeichnet, „in Anerkennung der herausragenden praktischen Arbeit, ein Ende der Bärenfarmen in China zu erreichen“.[12]

## Kritik
Bei ihrer Mondbärenrettung erhält die Stiftung weltweite Unterstützung, beispielsweise durch das Europäische Parlament im Januar 2005 (siehe Gründung/Geschichte) und von der chinesischen und vietnamesischen Regierung (Abkommen von 2000 bzw. 2005).
Kontroverser gesehen werden die Aktivitäten der Stiftung, den Verzehr von Hunden und Katzen in China zu beenden. Die Stiftung fordert ausdrücklich nicht nur ein humanes Töten, sondern ein generelles Verbot des Verzehrs der Tiere. Gegner dieser Forderung argumentieren, dass Hunde und Katzen genauso wie Hühner, Rinder und Schweine geschlachtet und gegessen werden können und dass es lediglich von der Kultur abhänge, in der man aufgewachsen sei, welche Tiere man esse.
Die Stiftung argumentiert dagegen, dass Hunde und Katzen Fleischfresser seien und sich daher nicht als Nahrungslieferanten eigneten: Die Massenaufzucht sei schwierig und es gebe ein erhöhtes Risiko dafür, dass Krankheiten von den Tieren auf den Menschen übertragen werden. Nutztiere wie Kühe und Schweine seien als Herdentiere und Pflanzenfresser genetisch dem Leben in der Gruppe und den Bedingungen der Tierzucht besser angepasst.

## Unterstützer
Die chinesische Schauspielerin und Sängerin Karen Joy Morris setzt sich gemeinsam mit der Stiftung für pflanzliche Alternativen der Bärengalle ein. In Fernsehspots wirbt sie um Unterstützung für die Tierschutzorganisation. Die Schauspielerin Maggie Q ist die Botschafterin der Animals Asia Mondbärenrettung in Vietnam. Auch Olivia Newton-John wirbt für AAF in einem Fernsehspot.
Schirmherrin von Animals Asia Deutschland ist Alexandra Oetker, die Frau von August Oetker jun. Die Schirmherren von AAF UK sind die Schauspielerin Virginia McKenna und Fernsehstar Paul Martin.